# Гельвела лакуноса
Гельвела лакуноса, лопастник ямчатий (Helvella lacunosa) — вид грибів роду гельвела (Helvella). Сучасну біномінальну назву надано у 1783 році.

## Будова
Гриб має темно-сіру сідлоподібну шапинку 3—5 см, що розділена на кілька хвилястих частин. Пластини чи трубочки відсутні на шапинці. Має пусту блідо-сіру ніжку до 6 см зі зморшками на поверхні.

## Життєвий цикл
Плодові тіла з'являються у вересні-жовтні.

## Поширення та середовище існування
Поширений у широколистяних і хвойних лісах, особливо на згарищах.

## Практичне використання
У деяких спільнотах вживається в їжу після відварювання, але не рекомендується, оскільки у плодових тілах суміжних видів були знайдені токсини, що викликають шлункові розлади.

## Галерея

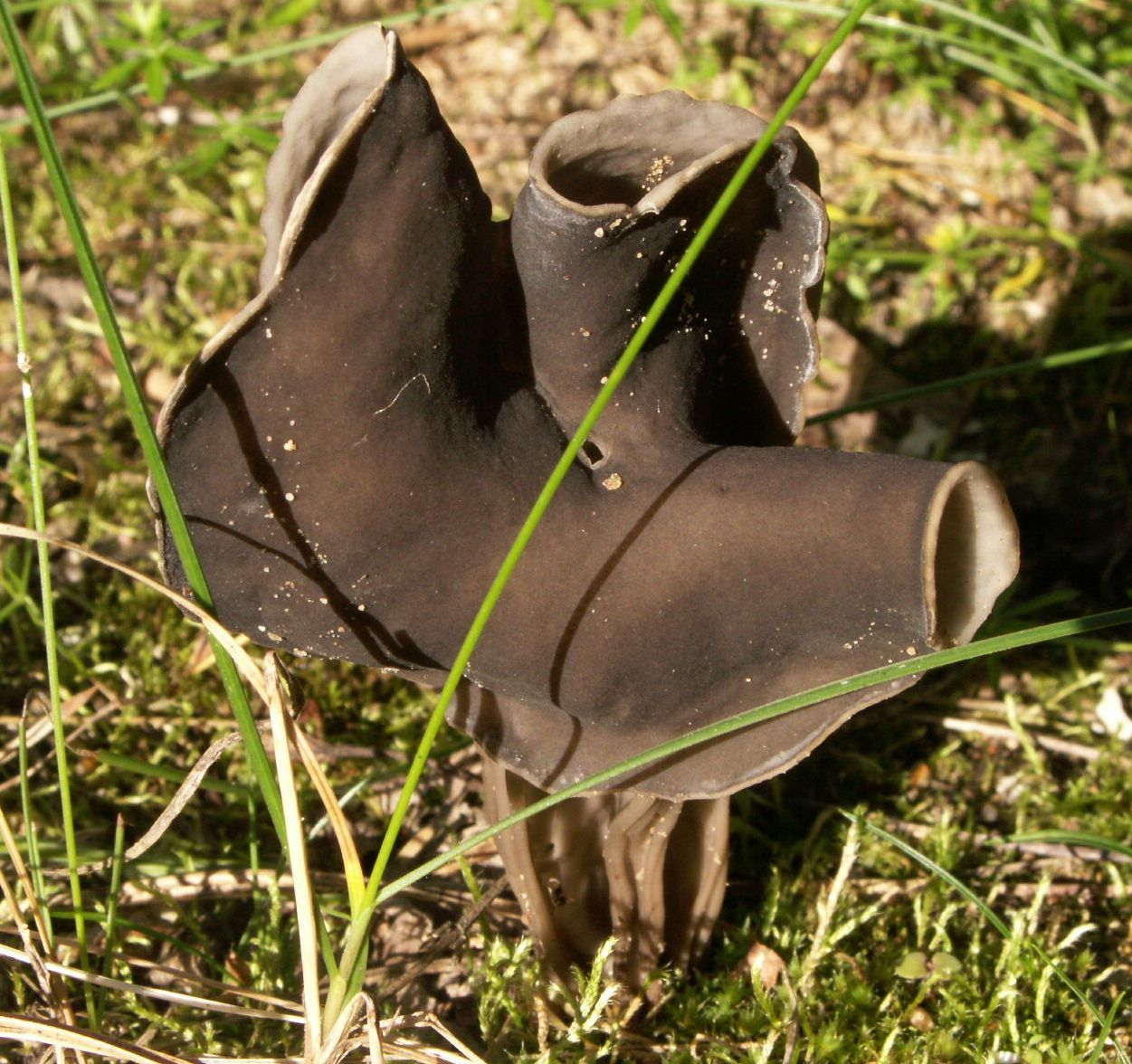
Helvella lacunosa
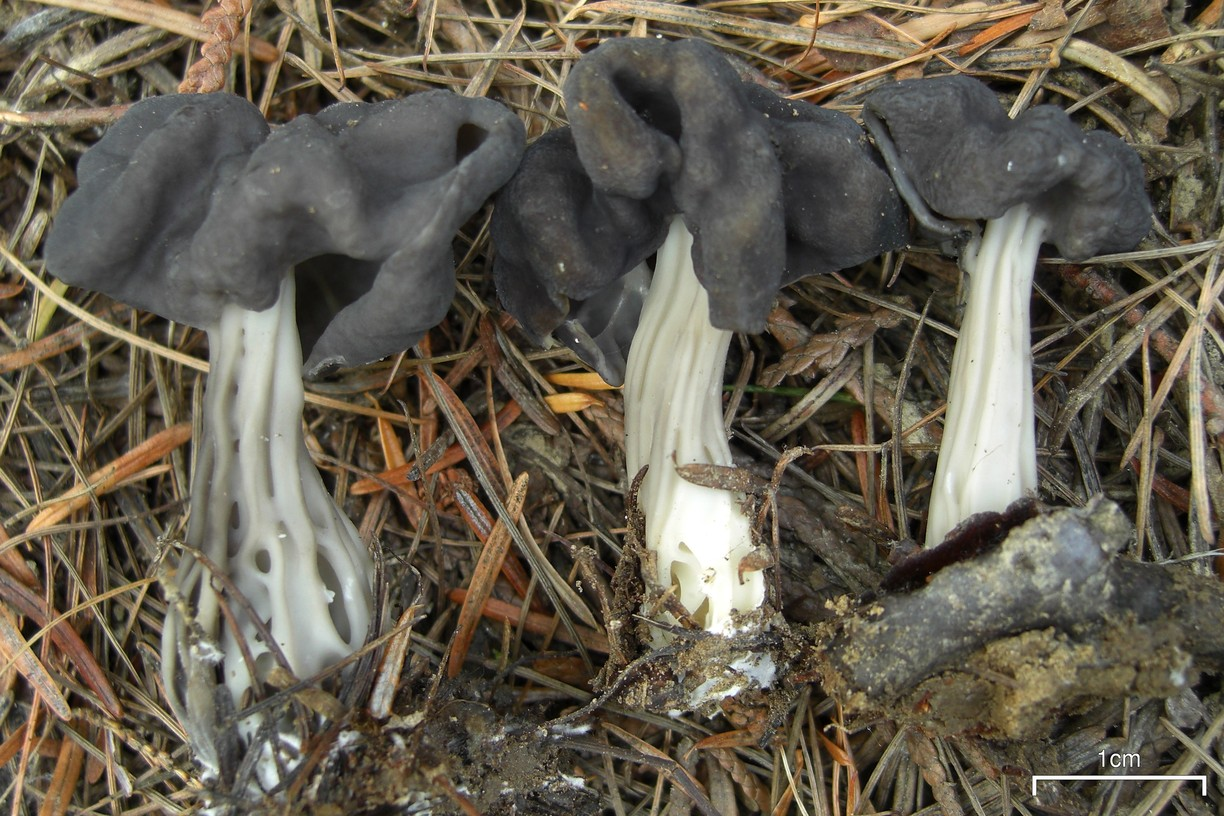
Helvella lacunosa з Монтани
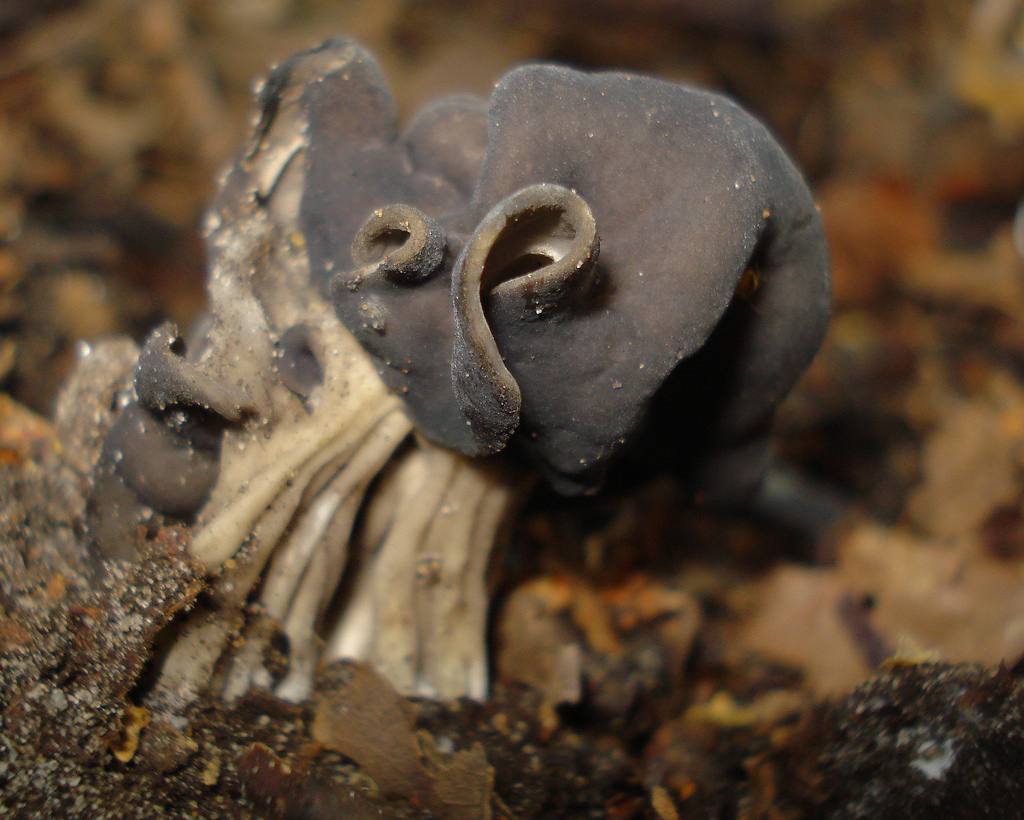
Helvella lacunosa